# Исидор (гностик)
Исидор — гностик; сын и приверженец Василида.
Написал несколько сочинений, в которых объяснял и оправдывал учение своего отца. Из его комментария к апокрифическим пророкам Пархору, Варкофу и Варнаве сохранились отрывки у Климента Александрийского. По мнению Исидора, время патриархов было полно божественных истин, переданных потом еврейству и восточному язычеству.
В книге περί Προςφυοϋς Исидор доказывал, что человеческая душа не беззащитна перед злыми стремлениями и может одерживать верх над ними. У Исидора ещё сохранилась нравственная высота первых представителей гностицизма. Он жил во второй половине II века, некоторое время в Александрии; подробности его биографии неизвестны.